# خرم الإبرة البحري

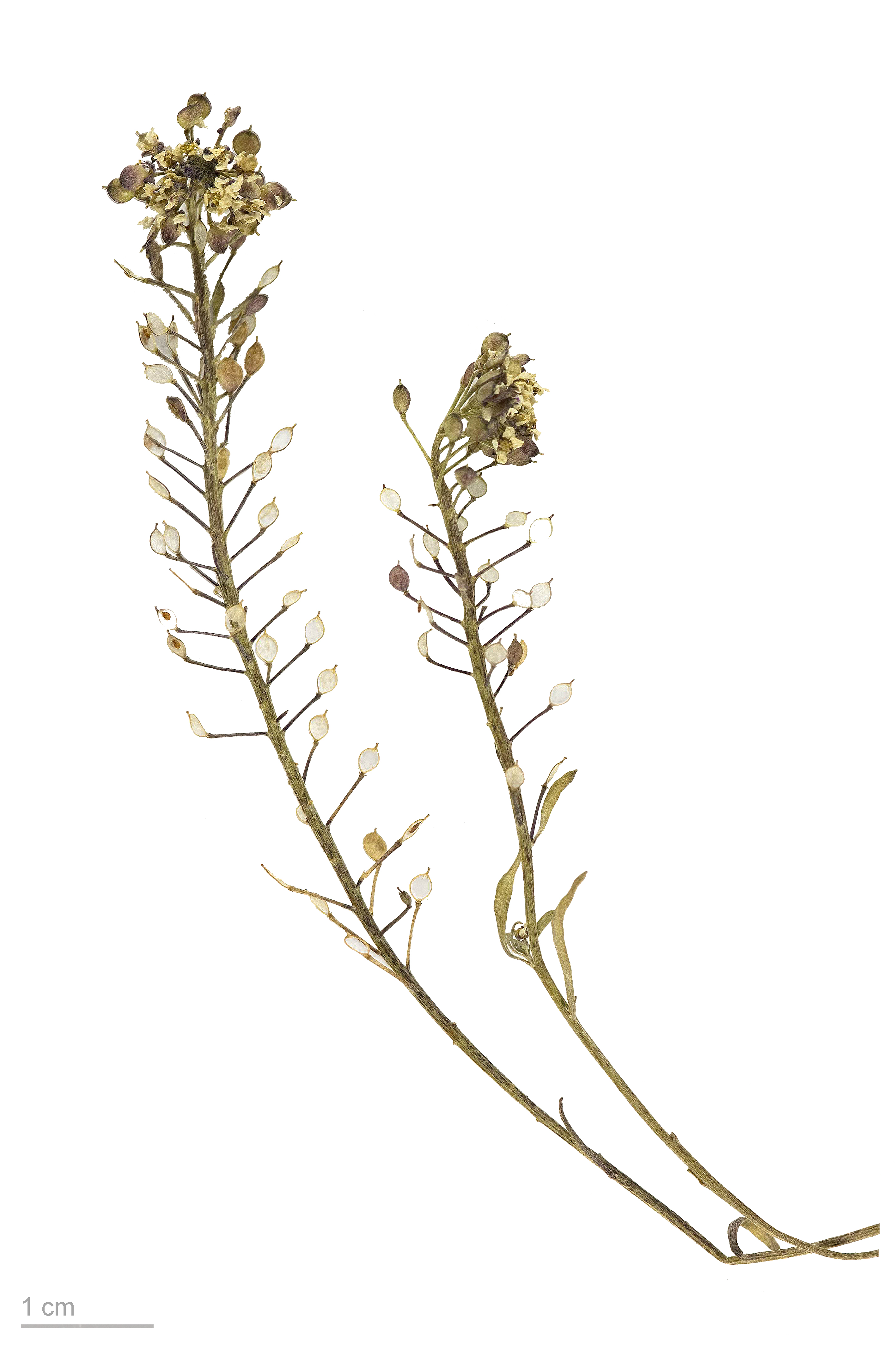
Lobularia maritima

خرم الإبرة البحري أو خرم الإبرة (باللاتينية: Lobularia maritima) نوع نباتي حولي يتبع جنس خرم الإبرة من الفصيلة الكرنبية.

## البيئة والانتشار
موطنه جنوب غرب أوروبا والمغرب العربي ومصر. إضافة إلى ذلك، انتشر في وسط وشرق أوروبا.

## معرض صور

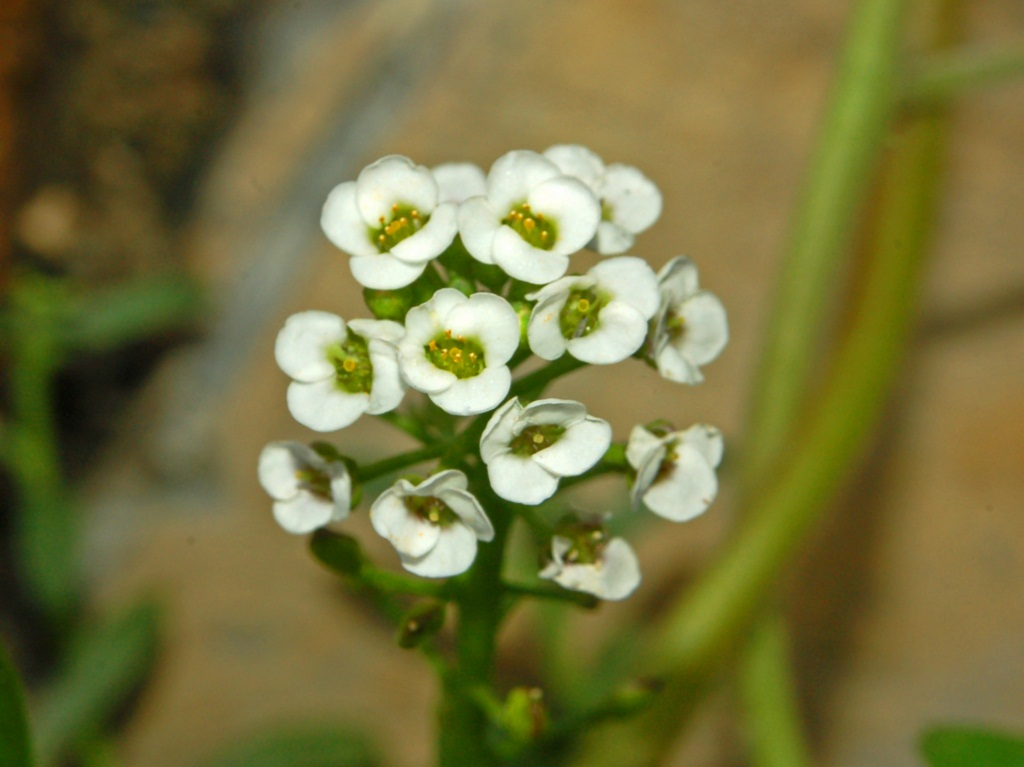
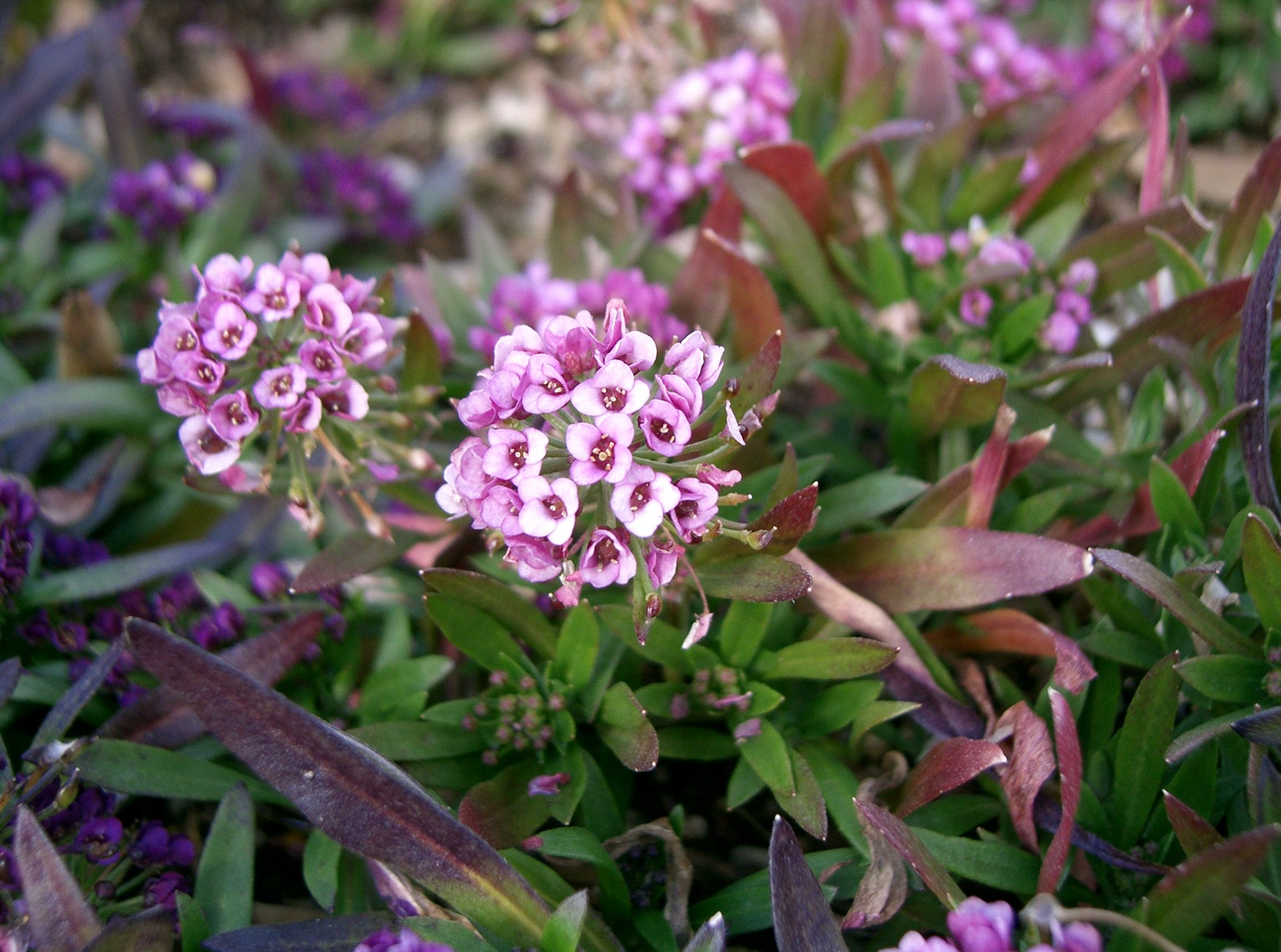
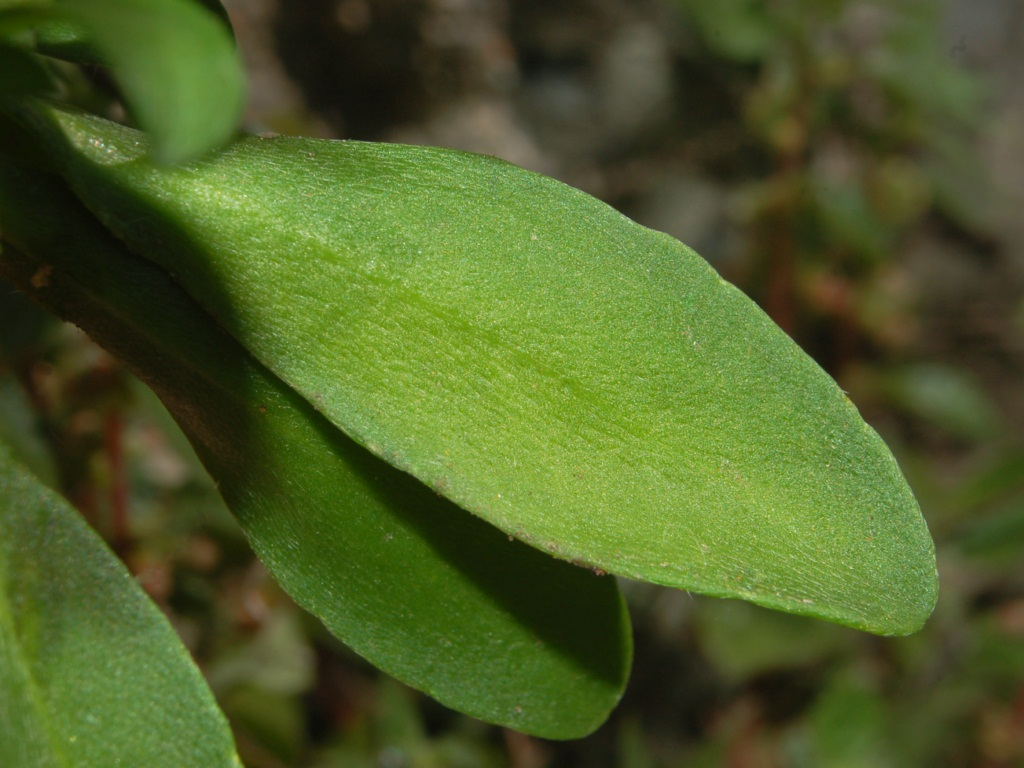
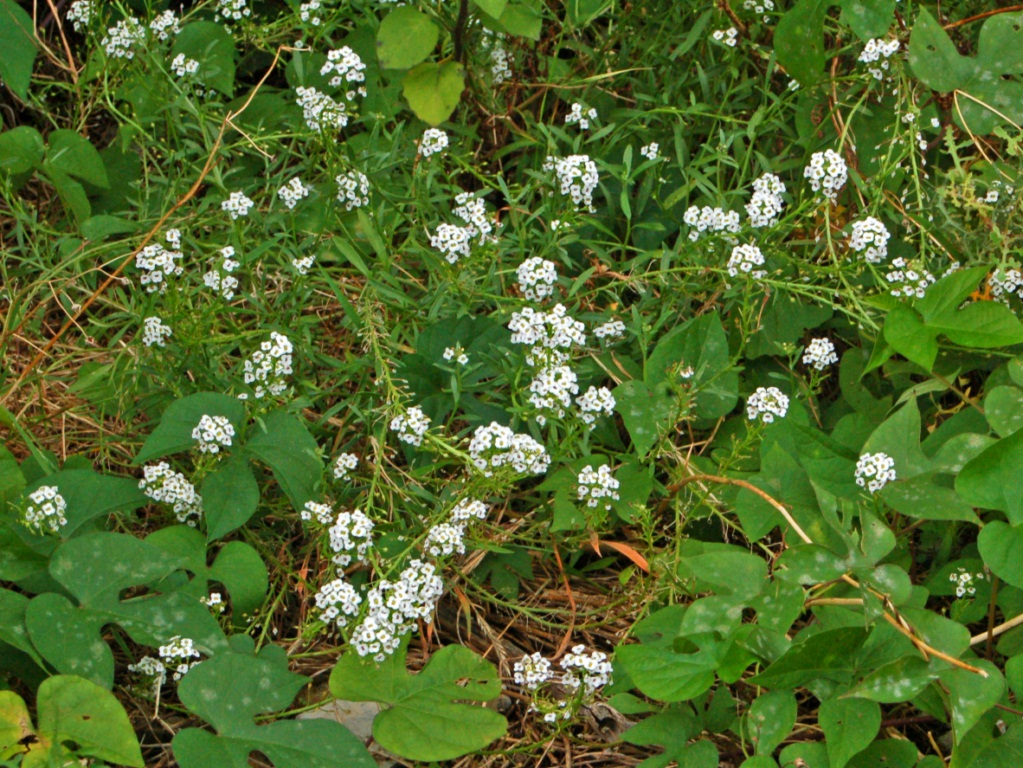
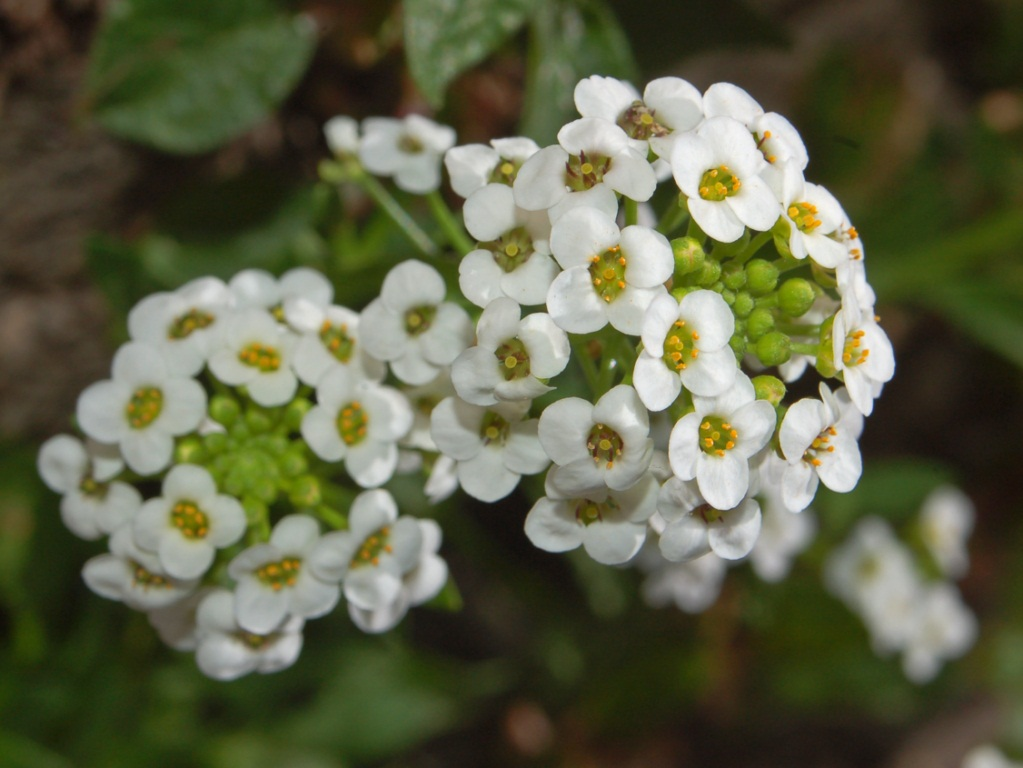

## مرادفات للاسم العلمي
- (باللاتينية: Alyssum maritimum)